# Adelognathus nigrifrons
Adelognathus nigrifrons är en stekelart som beskrevs av Holmgren 1857. Adelognathus nigrifrons ingår i släktet Adelognathus och familjen brokparasitsteklar. Arten är reproducerande i Sverige. Inga underarter finns listade i Catalogue of Life.